# Chelostoma emarginatum
Chelostoma emarginatum is een vliesvleugelig insect uit de familie Megachilidae. De wetenschappelijke naam van de soort is voor het eerst geldig gepubliceerd in 1856 door Nylander.